# Китрюм
Китрюм — река в России, протекает в Куединском районе Пермского края. Впадает в Саву. Длина реки составляет 10 км.
Начинается на западной окраине села Китрюм, течёт в восточном направлении, в низовьях — через елово-пихтовый лес. Впадает в Саву справа на расстоянии 20 километров от её устья на территории деревни Степановка.

## Данные водного реестра
По данным государственного водного реестра России относится к Камскому бассейновому округу, водохозяйственный участок реки — Буй от истока до Кармановского гидроузла, речной подбассейн реки — бассейны притоков Камы до впадения Белой. Речной бассейн реки — Кама.
Код объекта в государственном водном реестре — 10010101112111100016267.